# Costumbres y tradiciones del Estado Mérida
Muchas de las localidades del Estado celebran sus propias fiestas patronales o religiosas en honor a un santo o virgen del catolicismo. Además, celebraciones generales tienen lugar durante la Semana Santa y Navidad.
Entre las costumbres típicas que parecen dispuestas a conservarse, están relacionadas íntimamente con las fiestas de la Natividad de Cristo  presentar fases de amplias proporciones sociales, las "Paraduras" y el "Robo del Niño" de origen colonial. El "nacimiento", más conocido es como "pesebre" se arma unos días antes de la Navidad; es una actividad, esencialmente hogareña, la cual permite y exige la colaboración colectiva.

## Paradura del Niño
Una de las tradiciones emblemáticas de los Andes venezolanos, es la Paradura de Niño Jesús, una celebración que se lleva a cabo en los días posteriores a la Nochebuena de Navidad 24 de diciembre, especialmente a lo largo del mes de enero hasta el 2 de febrero, día de la Candelaria.
El desarrollo del ritual conlleva tradicionalmente diversos actos ceremoniales, como son el paseo, beso, adoración y paradura del niño. En todos ellos la música juega un papel de primer orden. Los cantos, generalmente entonados a dos voces, son acompañados con instrumentos de cuerda como el violín, el cuatro y la guitarra. Entre los cantos se estila el de coplas, romances y décimas para los momentos místicos, y el de aguinaldos y parrandas para el paseo y momentos de jolgorio.

## Festival del Violín de Mérida
Al hablar de Mérida no podemos dejar de mencionar el festival del Violín de los Andes. En 1988, un grupo de personas sensibles y emprendedoras se propusieron una tarea invaluable, hacer posible el encuentro de los músicos más notables en el arte de hacer sonar el violín. Este es celebrado en diciembre, pretende entre otras muchas cosas, fortalecer la música de la región, como parte activa de la expresión musical dentro de Venezuela y fuera de ella. Es así como rostros, vidas, miradas, manos, risas, sonidos, armonía y ritmo se juntan en una sola pasión por la Música.

## La virgen de la candelaria
En la región andina venezolana, especialmente en el Estado Mérida, el día de la “Virgen de la Candelaria” es celebrado por la “Cofradía de los Vasallos de La Candelaria”, quienes representan una danza de indudable sentido propiciador de la fertilidad y fecundidad de la tierra.
Por lo general, en estas celebraciones, se aprovecha para promover la unidad comunitaria y familiar, y honrar a María como la intercesora de Dios en el mundo. Es la celebración de los inmigrantes españoles más identificados en Venezuela.
Puede definirse como una ‘fiesta en la casa’ no estrictamente religiosa; se hace todo lo relativo al ambiente festivo, a la alegría. Se reparten en las iglesias unas velas amarillas que se llaman ‘velas del alma’, las cuales, según una antigua tradición llamada ‘la fiesta de las candelas’, representan las luces que alumbran el camino de la gente al nacer y al morir. Hay quienes las guardan en sus altares domésticos para usarlas en tormentas o crisis familiares, que serán puestas en manos de la Virgen.

## La Fiesta del Niño de la Cuchilla
La imagen del Niño de la Cuchilla está representada por el recién nacido recostado en la losa de un sepulcro con el mundo en su mano, y la cabeza reclinada sobre el brazo derecho en actitud durmiente con una calavera por almohada. Su tamaño es de 15 centímetros aproximadamente.
Desde el punto de vista religioso el Niño de la Cuchilla constituye un motivo de atracción para los creyentes en la religión católica. Sin embargo lo importante y trascendente es la fe que los merideños le tienen al niño milagroso y lo que para la comunidad representa. La fama de sus milagros sigue creciendo y por tal razón los vecinos de la aldea "La Cuchilla" en unión del Sacerdote dispusieron levantarle una capilla para rendirle culto. Allí la imagen se encuentra en un relicario de Oro tallado, traído de España.

## La Virgen de Fátima
Es una manifestación que se da el 28 de enero, consiste dicha fiesta en anunciar una misa a mediados de la mañana, a la cual asisten los devotos del pueblo.
Una vez finalizada la misa, se realiza una procesión por la Plaza con el acompañamiento de morteros y música de cuerdas.

## Fiesta de San Benito
|  |

Es una festividad que se conmemora en la población de Mucuchíes, el 29 de diciembre, con la oportuna intervención del Santo Negrito para permitir la victoria militar del Ejército de su pueblo acoquinado por la caída en acción de su abanderado. Desde entonces, los devotos de todas las aldeas cercanas al pueblo de Mucuchíes, ponen en marcha una minuciosa organización para festejar la bondad del Santo y convocar a los parroquianos a un encuentro jubiloso.

## Ferias del Sol
La Feria Internacional del Sol, es conocida también como el Carnaval Taurino de América, es una festividad Cultural, Deportiva, Recreativa, Folclórica, Musical, Taurina, Religiosa y Artística de carácter internacional celebrada en la ciudad de Mérida, Venezuela, durante los días de Carnaval (entre febrero y marzo según el año), haciendo una antesala al denominado carnaval católico. En Mérida se realizan el desfile y las corridas de toros, fecha en la cual culmina. Las festividades abarcan corridas de toros, exposiciones culturales, comerciales y ganaderas; conciertos; desfiles, actividades deportivas así como la elección de la reina de la feria

## Semana Santa o Semana de Dios
Las Ferias de Mérida en un principio se realizaban en octubre o noviembre, eran las Ferias en honor a la Virgen de la Inmaculada Concepción. Luego, motivos de las lluvias decembrinas fueron cambiadas al mes de febrero. En el año 1969 las Ferias de Mérida comenzaron a celebrarse durante el Carnaval, y pasaron a ser llamadas Las Ferias del Sol.

El Circo Monumental de Mérida durante la preparación de la elección de la Reina de la Feria del Sol (Reina del Sol)
En las ferias patronales de la ciudad de Mérida y en los pueblos principales, Ejido, Tovar y la Parroquia, se improvisaban ferias taurinas en los solares y talanqueras.

Panorama de Plaza de Toros Román Eduardo Sandia, Mérida
El principal promotor de la "Fiesta Brava" en la ciudad fue Don Germán Corredor, quien auspiciaba las corridas en un solar de Belén. Estas "corridas" crearon cada vez más afición en la región. El precursor de estas ferias en Ejido fue Don Augusto Rodríguez.
A partir de 1960, las Ferias de la región Andina se comenzaron a promover como atractivo turístico, así, en diciembre de 1967 se inaugura la Plaza Monumental Román Eduardo Sandia, con el nombre de uno de sus principales precursores partir de ese año las Ferias de Mérida van adquiriendo fama nacional e internacional. Dichas ferias se realizan durante las celebraciones de Carnaval.